# Bayside (gruppo musicale)
I Bayside sono un gruppo musicale statunitense formatosi nel Queens, a New York, nel 2000.

## Storia
La band viene fondata nell'inverno del 2000 e contemporaneamente comincia a suonare in concerti fuori da New York con gruppi come Alkaline Trio, Taking Back Sunday e Further Seems Forever. Il primo EP del gruppo, chiamato Long Stories Short, viene pubblicato nell'agosto del 2001 sotto la piccola etichetta locale Dying Wish Records. Nell'estate del 2003 collaborano con i Name Taken per uno split album, mentre nel 2004 è la volta del primo album in studio, Sirens and Condolences, pubblicato dalla Victory Records. Dopo aver cambiato formazione con un nuovo bassista e un nuovo batterista, nel 2005 i Bayside pubblicano il loro secondo album, omonimo.
La mattina del 31 ottobre 2005, la band ebbe un grave incidente automobilistico intorno a Salt Lake City mentre era in viaggio. Nell'incidente perse la vita il batterista John Holohan, a cui la band dedicò in seguito un brano, Winter, inserito nell'EP dal vivo Acoustic, pubblicato nel febbraio 2006. Esattamente un anno dopo viene pubblicato The Walking Wounded, terzo album in studio, a cui segue Shudder nel 2008, che raggiunge la 52ª posizione della Billboard 200, pubblicato insieme al loro primo album dal vivo Live at the Bayside Social Club.
Nel 2011 è uscito il quinto album della band, Killing Time, che supera il precedente album nella classifica statunitense arrivando alla 35ª posizione. Nel 2012 i Bayside pubblicano un EP di cover, intitolato Covers - Volume 1, uscito sotto la loro etichetta Gumshoe Records.
Nel 2013 la band ha firmato un contratto con la Hopeless Records, e il 12 novembre dello stesso anno è stato ufficialmente annunciato il titolo del sesto album in studio, Cult, pubblicato successivamente il 18 febbraio 2014. Vacancy, il settimo album di inediti dei Bayside, verrà pubblicato il 19 agosto 2016 dalla Hopeless.

## Formazione

### Formazione attuale
- Anthony Raneri – voce, chitarra ritmica (2000-presente)
- Jack O'Shea – chitarra solista, cori (2003-presente)
- Nick Ghanbarian – basso, cori (2004-presente)
- Chris Guglielmo – batteria, percussioni (2006-presente)

### Ex componenti
- Andrew Elderbaum – basso (2001-2004)
- Jim Mitchell – batteria, percussioni (2001-2004)
- John Holohan – batteria, percussioni (2004-2005)
- Mike Kozak – chitarra solista (2000-2002)
- J.R. Manning – chitarra solista (2002-2003)
- Chris Jackson – basso (2000-2001)
- Andrew Elderbaum – basso (2001-2004)
- Vinny Daraio – batteria, percussioni (2000-2001)
- Jason Enz – batteria, percussioni (2001-2003)
- Gavin Miller – batteria, percussioni (2006)

## Discografia

### Album in studio
- 2004 – Sirens and Condolences
- 2005 – Bayside
- 2007 – The Walking Wounded
- 2008 – Shudder
- 2011 – Killing Time
- 2014 – Cult
- 2016 – Vacancy
- 2019 – Interrobang

### Album dal vivo
- 2008 – Live at the Bayside Social Club

### EP
- 2000 - 5 Song Demo
- 2001 – Long Stories Short
- 2001 - Bayside Demo
- 2002 - New Demo - 2002
- 2003 - Bayside/Name Taken
- 2006 – Acoustic
- 2007 - Bayside/I Am the Avalanche
- 2011 - Bayside/Save the Day/I Am the Avalanche/Transit
- 2012 – Covers - Volume 1
- 2018 - Acoustic Volume 2
- 2020 - Acoustic Volume Three
- 2022 - The Red EP

### Singoli
- 2004 – Masterpiece
- 2005 – Devotion and Desire
- 2007 – Duality
- 2008 – No One Understands
- 2010 – Sick, Sick, Sick
- 2011 – Already Gone
- 2011 – Angels We Have Heard on High
- 2013 – Pigsty
- 2014 – Time Has Come
- 2016 – Pretty Vacant
- 2018 - I Don't Exist
- 2019 - Prayers
- 2022 - Strangest Faces
- 2022 - Good Advice